# Lichnov (okres Nový Jičín)
Lichnov (německy Lichnau) je obec, která se nachází v okrese Nový Jičín v Moravskoslezském kraji. Žije zde přibližně 1 600 obyvatel.

## Název
Vesnice byla na počátku pojmenována německy Lichtenau ("světlá niva"). Jméno vyjadřovalo prosvětlené místo v hustém porostu. Do češtiny bylo jméno převedeno zprvu (doklady od 16. století) v podobě Lichtnov. Od 18. století se v němčině užívala zkrácená podoba Lichnau, jejímž vlivem se české jméno pozměnilo na Lichnov. 

## Historie
Obec byla založena koncem 13. století (podle nedochované zakládací listiny údajně v roce 1293) jako kolonizační ves lánového typu.

## Pamětihodnosti
- Kostel svatého Petra a Pavla – pozdně barokní kostel z roku 1794, v 19. století upravený v historizujícím slohu
- Sloup se sochou Panny Marie u bývalého mlýna

## Galerie

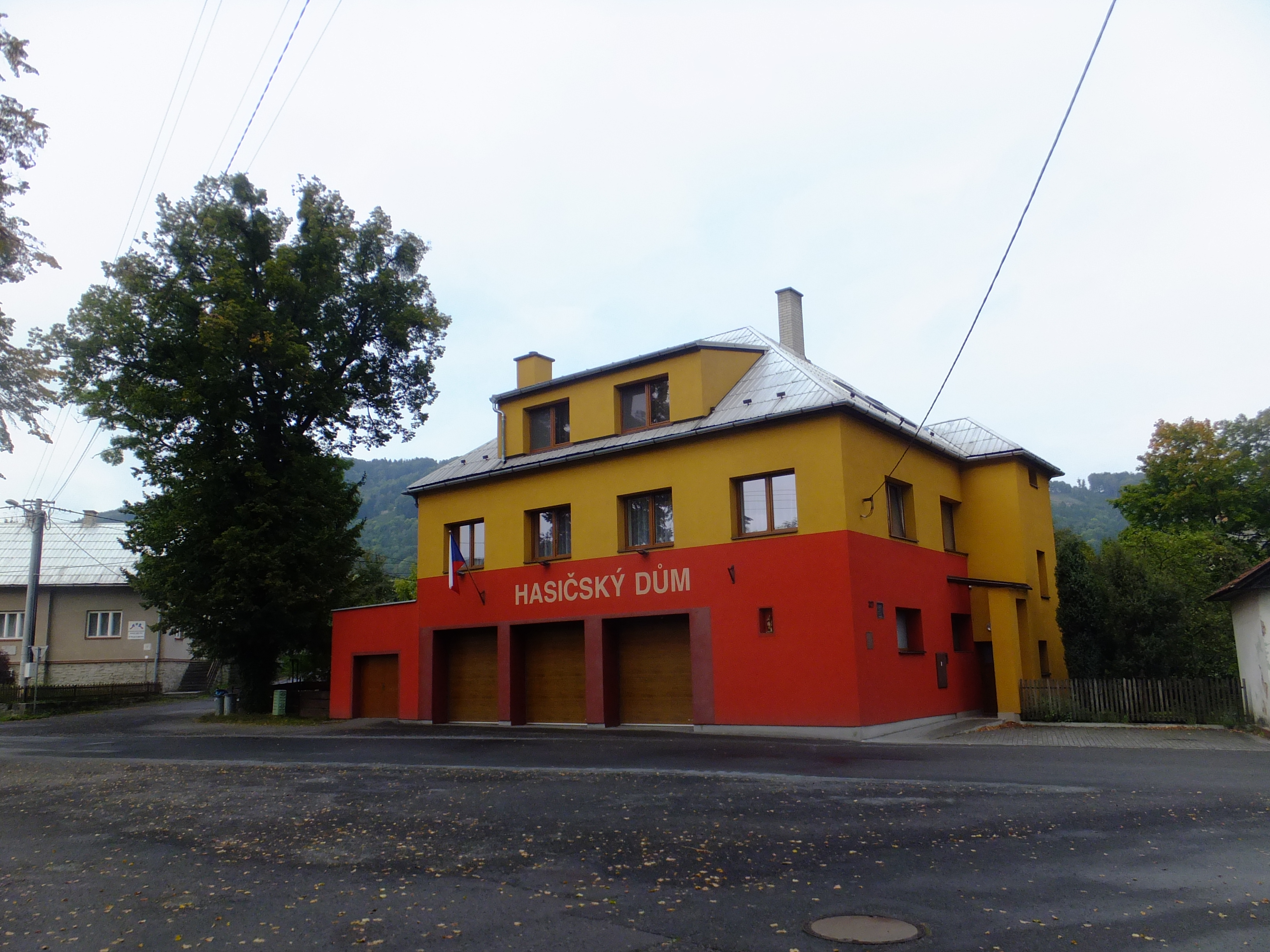
hasičský dům
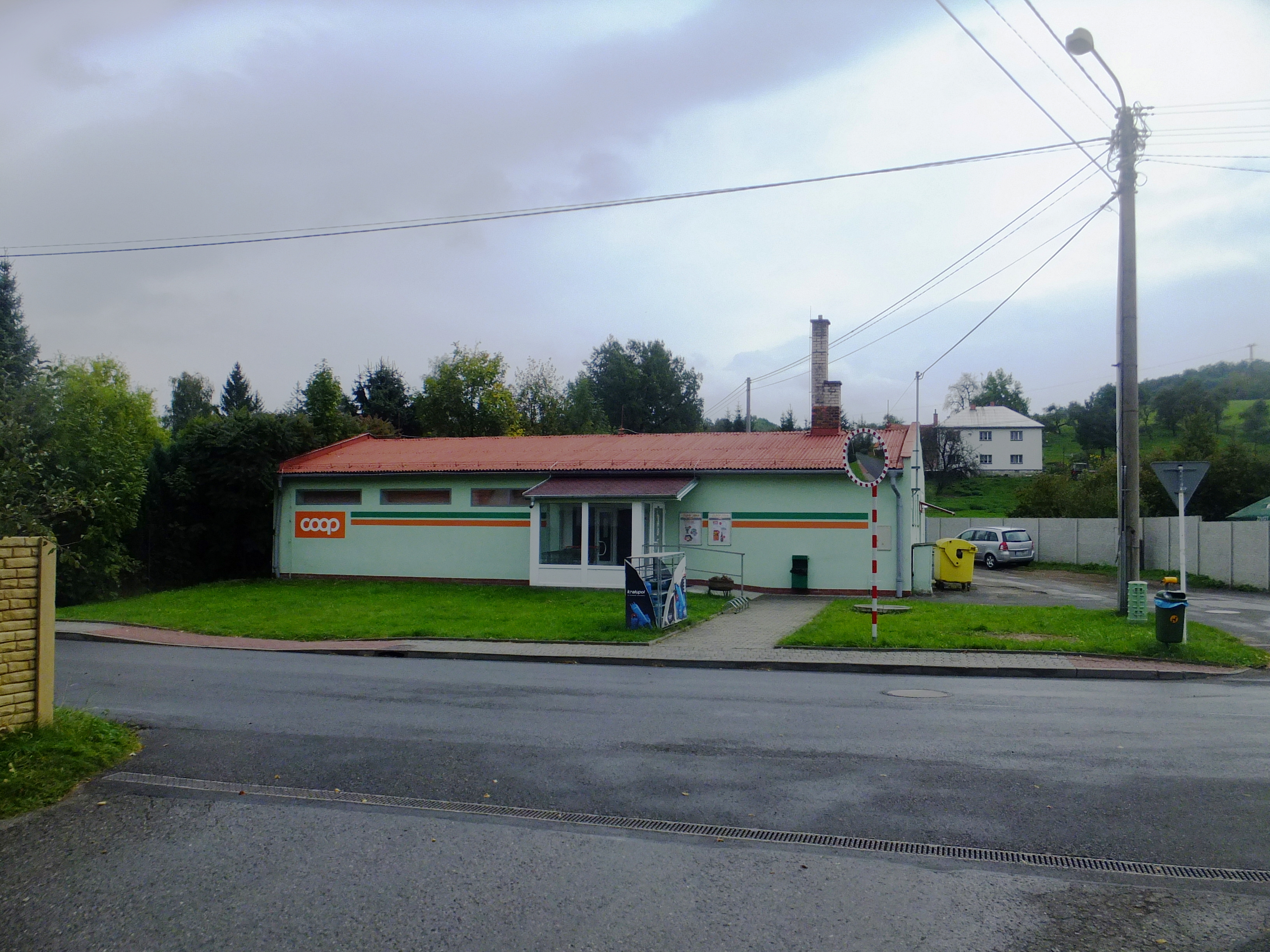
prodejna COOP
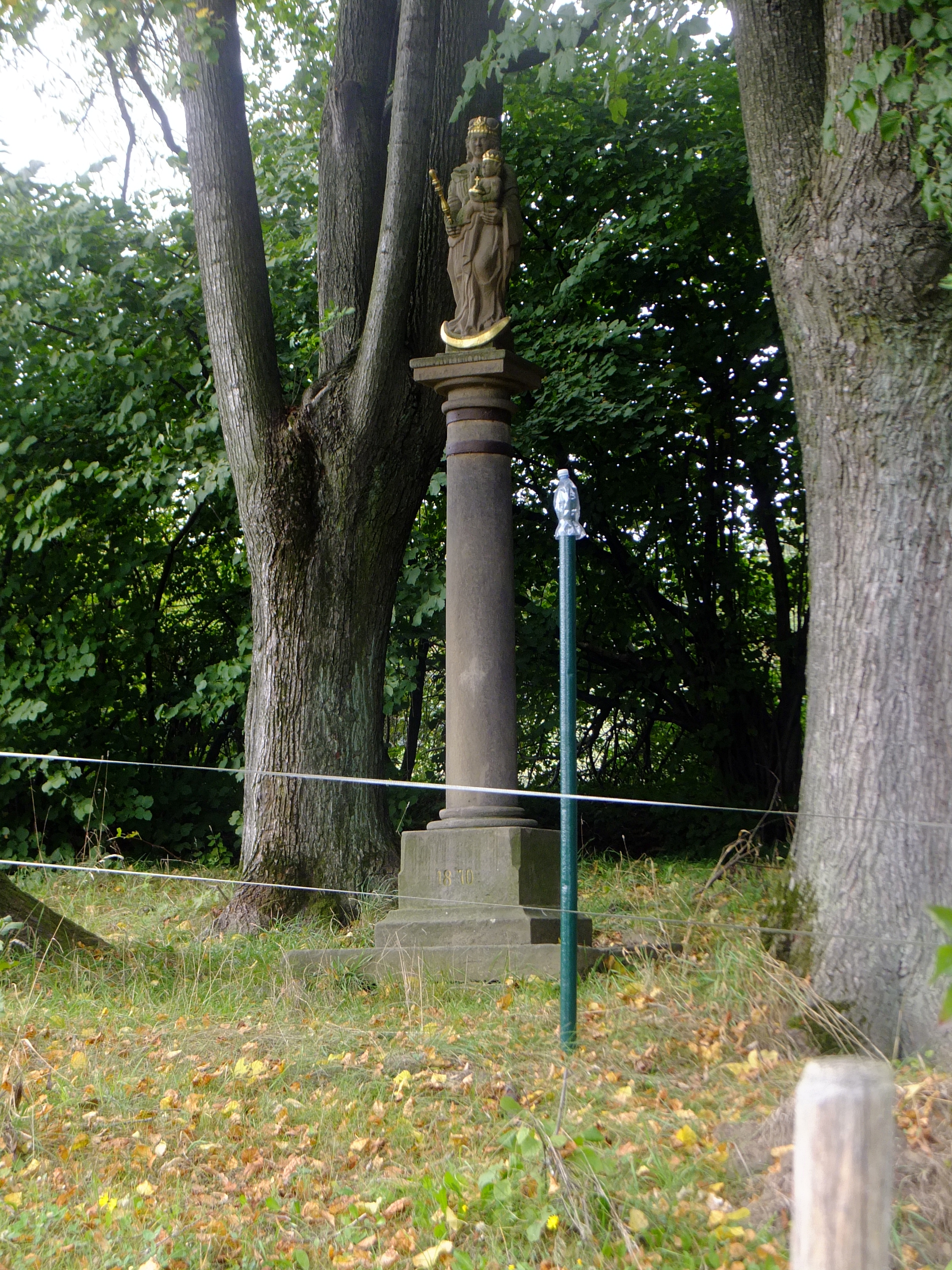
Socha Panny Marie
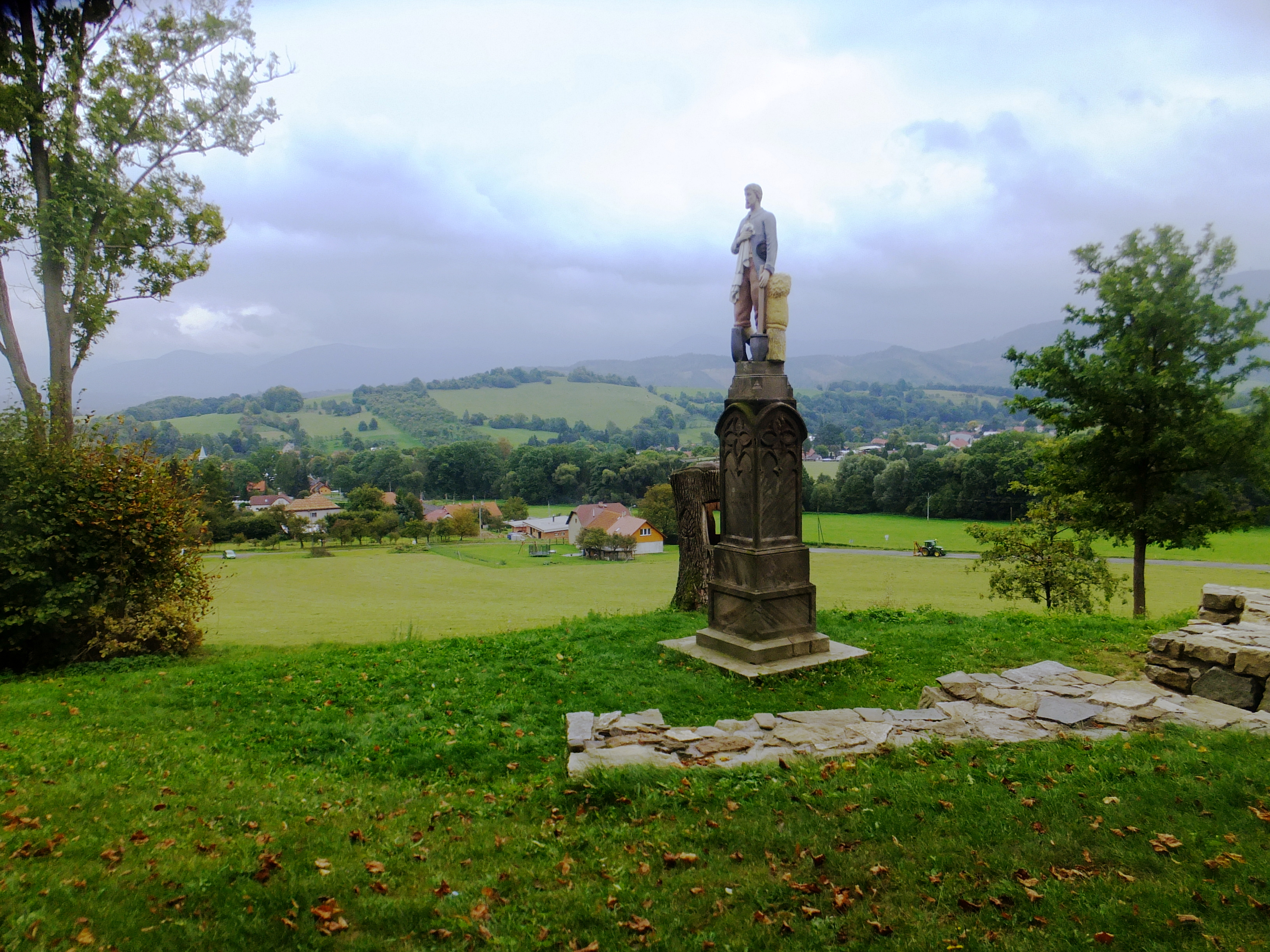
Socha sv. Isidora

## Obyvatelstvo
| 1869 | 1880 | 1890 | 1900 | 1910 | 1921 | 1930 | 1950 | 1961 | 1970 | 1980 | 1991 | 2001 | 2011 |
| ---- | ---- | ---- | ---- | ---- | ---- | ---- | ---- | ---- | ---- | ---- | ---- | ---- | ---- |
| 1175 | 1091 | 1187 | 1261 | 1387 | 1344 | 1505 | 1454 | 1567 | 1437 | 1393 | 1287 | 1317 | 1445 |

Věková struktura obyvatel obce Lichnov roku 2011
Rodinný stav obyvatel obce Lichnov roku 2011
Vzdělání obyvatel obce Lichnov roku 2011

## Sport
- Fotbalové hřiště
- Víceúčelové sportovní hřiště (tenis, betonová plocha)
- Od roku 2012 zde stojí umělá venkovní lezecká stěna